# Selección de fútbol sub-15 de Honduras
La selección de fútbol sub-15 de Honduras es el equipo formado por jugadores de 15 años de edad, que representa a la Federación Nacional Autónoma de Fútbol de Honduras en el  Campeonato Sub-15 de la Concacaf y en los Juegos Olímpicos de la Juventud. 

## Estadísticas

### Juegos Olímpicos de la Juventud
| Año               | Ronda          | Posición       | PJ             | PG             | PE             | PP             | GF             | GC             | DG             |                |
| ----------------- | -------------- | -------------- | -------------- | -------------- | -------------- | -------------- | -------------- | -------------- | -------------- | -------------- |
| Singapur 2010     | No participó   | No participó   | No participó   | No participó   | No participó   | No participó   | No participó   | No participó   | No participó   | No participó   |
| Nankín 2014       | Quinto lugar   | 5º             | 3              | 1              | 0              | 2              | 6              | 8              | -2             |                |
| Buenos Aires 2018 | No hubo fútbol | No hubo fútbol | No hubo fútbol | No hubo fútbol | No hubo fútbol | No hubo fútbol | No hubo fútbol | No hubo fútbol | No hubo fútbol | No hubo fútbol |

### Campeonato Sub-15 de la Concacaf
| Año                       | Ronda             | Posición     | PJ           | PG           | PE           | PP           | GF           | GC           | DG           |              |
| ------------------------- | ----------------- | ------------ | ------------ | ------------ | ------------ | ------------ | ------------ | ------------ | ------------ | ------------ |
| Islas Caimán 2013         | Campeón           | 1°           | 6            | 5            | 1            | 0            | 18           | 2            | +16          |              |
| Estados Unidos 2017       | Primera fase      | 6°           | 4            | 1            | 0            | 3            | 6            | 8            | -2           |              |
| Estados Unidos 2019       | No participó      | No participó | No participó | No participó | No participó | No participó | No participó | No participó | No participó | No participó |
| República Dominicana 2023 | Cuartos de final  | 6°           | 4            | 1            | 2            | 1            | 3            | 5            | -2           |              |
| Total                     | 3 Participaciones | ?            | 14           | 7            | 3            | 4            | 27           | 15           | +12          |              |

## Palmarés

### Torneos oficiales
- Campeonato Sub-15 de la Concacaf (1): 2013.